# Euscopus
Euscopus is een geslacht van wantsen uit de familie van de Pyrrhocoridae (Vuurwantsen). Het geslacht werd voor het eerst wetenschappelijk beschreven door Stål in 1870.

## Soorten
Het genus bevat de volgende soorten:

- Euscopus chinensis Blöte, 1932
- Euscopus fuscus Hsiao, 1964
- Euscopus rufipes Stål, 1870